# Tourigo
Tourigo is een plaats (freguesia) in de Portugese gemeente Tondela en telt 571 inwoners (2001).